# Wolfgang Perner
Wolfgang Perner (ur. 17 września 1967 w Ramsau, zm. 1 października 2019) – austriacki biathlonista, brązowy medalista olimpijski.

## Kariera
Zdobył przygotowanie do zawodu kucharza i kelnera; w czasie służby wojskowej zainteresował się biathlonem i w 1990 roku znalazł się w szerokiej kadrze narodowej. Wkrótce zadebiutował w Pucharze Świata, zajmując 19 grudnia 1991 roku w Hochfilzen 55. miejsce w biegu indywidualnym. Pierwsze punkty wywalczył 18 stycznia 1992 roku w Ruhpolding, zajmując 24. miejsce w sprincie. Na podium zawodów tego cyklu po raz pierwszy stanął 7 marca 1992 roku w Oslo, kończąc rywalizację w sprincie na trzeciej pozycji. Wyprzedzili go tam Frode Løberg z Norwegii i inny Austriak, Ludwig Gredler. W kolejnych startach jeszcze trzy razy stawał na podium: 19 marca 1992 roku w Nowosybirsku wygrał w biegu indywidualnym, 16 marca 1997 roku w  tej samej miejscowości był najlepszy w biegu masowym, a 13 lutego 2002 roku w Salt Lake City był trzeci w sprincie. Najlepsze wyniki osiągał w sezonie 1991/1992, kiedy zajął czternaste miejsce w klasyfikacji generalnej.
Nie zakwalifikował się do ekipy olimpijskiej na Zimowe Igrzyska Olimpijskie 1992 w Albertville, jako olimpijczyk debiutował dwa lata później, podczas igrzysk w Lillehammer, gdzie zajął 22. miejsce w sprincie i dziewiąte w sztafecie. Na rozgrywanych cztery lata później igrzyskach w Nagano, uplasował się na 24. miejscu w biegu indywidualnym, 38. w sprincie i 11. miejscu w sztafecie. Największy sukces w karierze osiągnął na igrzyskach olimpijskich w Salt Lake City w 2002 roku, gdzie wywalczył brązowy medal w sprincie. Był to pierwszy w historii biathlonu austriackiego medal olimpijski. Perner przegrał tam jedynie z Norwegiem Ole Einarem Bjørndalenem i Niemcem Svenem Fischerem. W pozostałych startach zajął 32. miejsce w biegu indywidualnym, w biegu pościgowym był dziewiąty, a w sztafecie szósty.
Brał też udział w igrzyskach w Turynie cztery lata później, gdzie starty rozpoczął od 60. miejsca w biegu indywidualnym, ale w sprincie uplasował się tuż za podium, zajmując czwarte miejsce i przegrywając walkę o podium z Frode Andresenem z Norwegii. Występ na igrzyskach zakończył jednak w atmosferze skandalu – opuścił wioskę olimpijską po kontroli agencji antydopingowej w kwaterze zespołu austriackiego (wspólnie z Wolfgangiem Rottmannem), oświadczając jednocześnie, że kończy karierę sportową. Wyniki uzyskane podczas tych igrzysk zostały anulowane, a Perner został dożywotnio zdyskwalifikowany przez Międzynarodowy Komitet Olimpijski.
Wielokrotnie startował na mistrzostwach świata, zajmując między innymi piąte miejsce w biegu drużynowym podczas mistrzostw świata w Nowosybirsku w 1992 roku, szóste w tej samej konkurencji na mistrzostwach świata w Canmore w 1994 roku oraz ósme w sprincie na rozgrywanych rok wcześniej mistrzostwach świata w Borowcu. Regularnie znajdował się w składzie austriackiej sztafety, zajmując między innymi ósme miejsce na MŚ w Borowcu (1993), MŚ w Ruhpolding (1996), MŚ w Pokljuce (2001) i MŚ w Chanty-Mansijsku (2003).

## Osiągnięcia

### Igrzyska olimpijskie
| Rok  | Miejscowość    | Konkurencje | Konkurencje | Konkurencje | Konkurencje | Konkurencje | Konkurencje | Konkurencje |
| Rok  | Miejscowość    | IN          | SP          | PU          | MS          | RL          | MR          | SR          |
| ---- | -------------- | ----------- | ----------- | ----------- | ----------- | ----------- | ----------- | ----------- |
| 1994 | Lillehammer    | –           | 22.         | nd.         | nd.         | 9.          | nd.         | –           |
| 1998 | Nagano         | 24.         | 38.         | nd.         | nd.         | 11.         | nd.         | –           |
| 2002 | Salt Lake City | 32.         | 3.          | 9.          | nd.         | 6.          | nd.         | –           |
| 2006 | Turyn          | DSQ         | DSQ         | DSQ         | –           | –           | nd.         | –           |

### Mistrzostwa świata
| Rok  | Miejscowość      | Konkurencje | Konkurencje | Konkurencje | Konkurencje | Konkurencje | Konkurencje | Konkurencje |
| Rok  | Miejscowość      | IN          | SP          | PU          | MS          | RL          | MR          | SR          |
| ---- | ---------------- | ----------- | ----------- | ----------- | ----------- | ----------- | ----------- | ----------- |
| 1993 | Borowec          | 68.         | 8.          | nd.         | nd.         | 14.         | nd.         | –           |
| 1995 | Anterselva       | 63.         | 55.         | nd.         | nd.         | 9.          | nd.         | –           |
| 1996 | Ruhpolding       | 33.         | 39.         | nd.         | nd.         | 8.          | nd.         | –           |
| 1997 | Osrblie          | 21.         | 20.         | 25.         | nd.         | 10.         | nd.         | –           |
| 1998 | Pokljuka         | nd.         | nd.         | 25.         | nd.         | nd.         | nd.         | –           |
| 1999 | Kontiolahti/Oslo | 23.         | 32.         | 19.         | 21.         | 9.          | nd.         | –           |
| 2000 | Oslo             | 53.         | 23.         | 24.         | 9.          | 9.          | nd.         | –           |
| 2001 | Pokljuka         | 35.         | 42.         | 34.         | –           | 8.          | nd.         | –           |
| 2002 | Oslo             | nd.         | nd.         | nd.         | 13.         | nd.         | nd.         | –           |
| 2003 | Chanty-Mansyjsk  | 37.         | 34.         | 31.         | –           | 8.          | nd.         | –           |
| 2005 | Hochfilzen       | 26.         | 42.         | 41.         | –           | –           | nd.         | –           |

### Puchar Świata

#### Miejsca w klasyfikacji generalnej
| Sezon     | Miejsce |
| --------- | ------- |
| 1991/1992 | 14.     |
| 1992/1993 | 23.     |
| 1993/1994 | 38.     |
| 1994/1995 | 56.     |
| 1995/1996 | 39.     |
| 1996/1997 | 24.     |
| 1997/1998 | 40.     |
| 1998/1999 | 20.     |
| 1999/2000 | 21.     |
| 2000/2001 | 21.     |
| 2001/2002 | 16.     |
| 2002/2003 | 24.     |
| 2003/2004 | 44.     |
| 2004/2005 | 39.     |
| 2005/2006 | 61.     |

#### Miejsca na podium chronologicznie
| Lp. | Dzień     | Rok  | Miejscowość    | Konkurencja                | Lokata | Pudła   | Czas biegu | Strata | Zwycięzca            |
| --- | --------- | ---- | -------------- | -------------------------- | ------ | ------- | ---------- | ------ | -------------------- |
| 1.  | 7 marca   | 1992 | Oslo           | Sprint na 10 km            | 3.     | 0+0     | 33:58,8    | +35,8  | Frode Løberg         |
| 2.  | 19 marca  | 1992 | Nowosybirsk    | Bieg indywidualny na 20 km | 1.     | 0+1+0+0 | 56:41,1    | –      | –                    |
| 3.  | 16 marca  | 1997 | Nowosybirsk    | Bieg masowy na 15 km       | 1.     | 0+1+0+1 | 29:23,6    | –      | –                    |
| 4.  | 13 lutego | 2002 | Salt Lake City | Sprint na 10 km            | 3.     | 0+0     | 24:51,3    | +53,1  | Ole Einar Bjørndalen |